# Oedichirus
Oedichirus – rodzaj chrząszczy z rodziny kusakowatych i podrodziny żarlinków. Obejmuje 425 opisanych gatunków. Zasięg taksonu obejmuje większość krain zoogeograficznych, ale tylko nieliczne gatunki występują poza strefą międzyzwrotnikową.

## Morfologia
Chrząszcze o mocno wydłużonym ciele.
Szersza niż dłuższa głowa ma wierzch pępkowato punktowany, brzegi boczne za dłuższymi od skroni oczami zaokrąglone ku szyi lub ku kątom tylnym, brzeg tylny zaopatrzony w listewkę krawędziową lub jej pozbawiony, a spód pozbawiony bruzd pozaocznych. Występuje poprzeczna listewka międzyczułkowa. Czułki mają pędzel kolcowatych szczecinek na nieodbiegającym długością od członu przedostatniego członie ostatnim. Aparat gębowy cechuje się zaopatrzoną w od jednej do trzech par ząbków przednią krawędzią wargi górnej, zaostrzonym i nierozdwojonym wierzchołkiem ząbka na żuwaczkach, toporowatym i dłuższym niż dwa poprzednie członem ostatnim głaszczków szczękowych oraz szerokimi i na wierzchołkach ściętymi języczkami.
Zwykle dłuższe niż szersze, rzadko szersze niż dłuższe, zawsze prawie trapezowate z bokami silnie zbiegającymi ku przodowi i stopniowo ku tyłowi, najszersze w przedniej ⅓ przedplecze ma pępkowate punktowanie z wyjątkiem niepunktowanego pasma wzdłuż środka w tylnej części. Listewka krawędziowa bywa różnie wykształcona lub całkiem nieobecna. Powierzchnia tarczki jest naga. Pokrywy nie mają szeregu szczecinek na tylnej krawędzi ani zgrubiałych szczecin w bocznych narożach części przedwierzchołkowych. U gatunków latających pokrywy są dłuższe od przedplecza i mają rozwinięte kąty barkowe, u nielotnych są od przedplecza krótsze i pozbawione tych kątów. Hypomery są pozbawione mikrorzeźby, a czasem też punktowania, natomiast płaty za biodrami przedniej pary są punktowane i pozbawione listewki poprzecznej. Na punktowanym basisternum przedtułowia krótkie żeberko pośrodkowe obecne jest tylko u niektórych gatunków. Śródpiersie pozbawione jest pośrodkowego żeberka. Odnóża przedniej pary mają człony stóp od pierwszego do czwartego nabrzmiałe, a piąty od spodu gęsto owłosiony.
Walcowaty, pozbawiony łuskowatej rzeźby odwłok ma segment trzeci o sternum i tergum zlanych lub rozdzielonych paratergitem, a segment siódmy o sternum i tergum są zlane nasadowo. Dziewiąte tergum ma głębokie wykrojenie i długie, cienkie, wyraźnie zakrzywione dobrzusznie wyrostki boczno-wierzchołkowe. Tylny brzeg dziesiątego tergum jest szeroko zaokrąglony. U samicy skleryty genitalne zlane są w jedną dużą płytkę gonokoksalną. Samiec ma niesymetryczny i pozbawiony elementu nasadowego edeagus o przylegających do płata środkowego na całej długości lub tylko w nasadowej części paramerach.

## Ekologia i występowanie
Owady te preferują stanowiska wilgotne. Bytują w ściółce, na pobrzeżach strumieni, źródlisk i bagien, a nocą także na roślinności. Występują od nizin po rzędne przekraczające 3000 m n.p.m.
Rodzaj znany z krain neotropikalnej, etiopskiej, madagaskarskiej, palearktycznej, orientalnej i australijskiej. Nieliczne gatunki występują poza strefą międzyzwrotnikową. W Europie stwierdzono pięć gatunków ograniczonych do południa kontynentu. W palearktycznej Azji rodzaj podawany jest z Cypru, Turcji, Tadżykistanu, Afganistanu, Chin, Tajwanu i Japonii. W Afryce Północnej stwierdzono sześć gatunków. Najliczniejsze fauny mają kraina etiopska – prawie 150 gatunków, i madagaskarska – blisko 110 gatunków.

## Taksonomia
Takson ten wprowadzony został w 1839 roku przez Wilhelma Ferdinanda Erichsona. W 1847 roku Reinhold Ferdinand Sahlberg wprowadził rodzaj Elytrobaeus, który to zsynonimizowany został z Oedichirus w 1875 roku przez Alberta Fauvela, przy czym argumentację za synonimizacją przedstawił jako pierwszy w 1876 roku David Sharp. W 1906 roku Edmund Reitter wyróżnił podrodzaj Oedichirus (Oedichiranus) dla pojedynczego gatunku. Synonimizacji podrodzaju dokonał w 2010 roku Lee Herman.
Wyniki morfologicznych analiz filogenetycznych Lee Hermana z 2010 roku oraz Josha Jenkinsa Shawa i innych z 2020 roku wskazują na zajmowanie przez Oedichirus pozycji siostrzanej dla Palaminus. Jako charakterystyczne cechy kladu tworzonego przez te dwa rodzaje wymienia się gęste owłosienie spodu piątego członu przedniej stopy, błoniaste okienka między segmentami odwłoka oraz zlanie się tergum i sternum siódmego segmentu odwłoka.
Do rodzaju tego należy 425 opisanych gatunków:

- Oedichirus abbreviatus Assing, 2014
- Oedichirus abdominalis Boheman, 1848
- Oedichirus abyssinicus Fagel, 1971
- Oedichirus aethiopopygus Fagel, 1955
- Oedichirus alatus Nietner, 1856
- Oedichirus altitudinis Rougemont, 2018
- Oedichirus amoamontis Rougemont, 2018
- Oedichirus ampamoho Janák, 1996
- Oedichirus analis Lecoq, 1986
- Oedichirus andapanus Lecoq, 1986
- Oedichirus andersoni Blackburn, 1888
- Oedichirus andingitranus Jarrige, 1978
- Oedichirus andringitra Janák, 2003
- Oedichirus andringitranus Jarrige, 1978
- Oedichirus angavokeliensis  Lecoq, 1986
- Oedichirus angolensis Fagel, 1971
- Oedichirus angusticeps Rougemont, 2018
- Oedichirus anosibensis Lecoq, 1990
- Oedichirus anosyanus Lecoq, 1986
- Oedichirus antitra Janák, 1996
- Oedichirus anularis Lecoq, 1986
- Oedichirus apiculus Herman, 2013
- Oedichirus appendiculatus Lecoq, 1986
- Oedichirus arrowi Bernhauer, 1934
- Oedichirus aruensis Rougemont, 2018
- Oedichirus astoni Rougemont, 2017
- Oedichirus bacillus Fagel, 1955
- Oedichirus balarombe Janák, 1998
- Oedichirus balazuci Lecoq, 1986
- Oedichirus balnearius Rougemont, 2018
- Oedichirus baloghi Last, 1980
- Oedichirus bambusicola Fagel, 1971
- Oedichirus bara Janák, 2003
- Oedichirus barbertonensis Fagel, 1971
- Oedichirus basilewskyanus Fagel, 1971
- Oedichirus batillus Herman, 2013
- Oedichirus beltermanni Bernhauer, 1939
- Oedichirus bertiae Lecoq, 1986
- Oedichirus betschi Jarrige, 1978
- Oedichirus betsileo Janák, 1998
- Oedichirus bicolor Fagel, 1971
- Oedichirus bicristatus Herman, 2013
- Oedichirus bicuspidatus Assing, 2013
- Oedichirus bifidus Lecoq, 1986
- Oedichirus biguttatus Fauvel, 1897
- Oedichirus bilaminatus Rougemont, 2018
- Oedichirus birmanus Fauvel, 1895
- Oedichirus biroi Last, 1980
- Oedichirus blukwaensis Fagel, 1971
- Oedichirus boehmi Bernhauer, 1927
- Oedichirus bonibona Janák, 1998
- Oedichirus bonsae Jarrige, 1978
- Oedichirus bowringi Rougemont, 2018
- Oedichirus brachelytratus Lecoq, 1986
- Oedichirus brlensis Rougemont, 2018
- Oedichirus brunneicolor Fagel, 1971
- Oedichirus brunneus Wendeler, 1930
- Oedichirus bulirschi Janák, 2003
- Oedichirus bullaglaber Herman, 2013
- Oedichirus bullahirtus Herman, 2013
- Oedichirus burgeoni Bernhauer, 1934
- Oedichirus burwelli Rougemont, 2018
- Oedichirus cameronianus Fagel, 1971
- Oedichirus camerounensis Fagel, 1971
- Oedichirus capensis Fagel, 1971
- Oedichirus capicola Fagel, 1971
- Oedichirus carayoni Lecoq, 1986
- Oedichirus cardamomensis Rougemont, 2018
- Oedichirus carolinorum Janák, 1995
- Oedichirus caupo Rougemont, 2018
- Oedichirus cauvini Rougemont, 2018
- Oedichirus celisianus Fagel, 1971
- Oedichirus chapmani Cameron, 1940
- Oedichirus clavolateralis Herman, 2013
- Oedichirus clavulus Herman, 2013
- Oedichirus clementi Lecoq, 1986
- Oedichirus congoensis Bernhauer, 1927
- Oedichirus conspicuus Fagel, 1971
- Oedichirus cooki Rougemont, 2018
- Oedichirus coorgensis Rougemont, 2018
- Oedichirus crebrepunctatus  Fagel, 1971
- Oedichirus cribricollis Lea, 1923
- Oedichirus cribripennis Lea, 1931
- Oedichirus cribriventer Lea, 1923
- Oedichirus crocodilus Rougemont, 2018
- Oedichirus cuccodoroi Rougemont, 2018
- Oedichirus curticornis Fagel, 1971
- Oedichirus curtipennis Fagel, 1971
- Oedichirus curtulus Lecoq, 1986
- Oedichirus damingensis Li et al., 2015
- Oedichirus densoides Fagel, 1971
- Oedichirus densus Bernhauer, 1915
- Oedichirus denticulatus Lecoq, 1986
- Oedichirus depravatus Assing, 2013
- Oedichirus depressipennis Lecoq, 1986
- Oedichirus desaegerianus Fagel, 1971
- Oedichirus descarpentriesi  Jarrige, 1978
- Oedichirus despointesi Rougemont, 2018
- Oedichirus didyanus Janák, 1996
- Oedichirus dilophus Herman, 2013
- Oedichirus distortus Herman, 2013
- Oedichirus dollmani Bernhauer, 1934
- Oedichirus dominicanensis Herman, 2013
- Oedichirus dubius Jarrige, 1978
- Oedichirus duflosi Lecoq, 1986
- Oedichirus dunayi Janák, 1996
- Oedichirus dundayi Janák, 1996
- Oedichirus dzumacensis Rougemont, 2018
- Oedichirus echinatus Herman, 2013
- Oedichirus electrimontis Rougemont, 2018
- Oedichirus elgonensis Fagel, 1971
- Oedichirus endomanensis Rougemont, 2018
- Oedichirus ensifer Lecoq, 1986
- Oedichirus epiphyticola Janák, 2003
- Oedichirus eppelsheimianus  Fagel, 1971
- Oedichirus ericeticola Fagel, 1971
- Oedichirus exilis Herman, 2013
- Oedichirus fageli Lecoq, 1986
- Oedichirus falcifer Rougemont, 2018
- Oedichirus fauvelianus Rougemont, 2018
- Oedichirus femoralis Lecoq, 1986
- Oedichirus filicornis Fagel, 1971
- Oedichirus fitorahana Janák, 2003
- Oedichirus flammeus C.Koch, 1939
- Oedichirus flavifrons Fagel, 1971
- Oedichirus flavipes Lecoq, 1986
- Oedichirus formosanus Rougemont, 2018
- Oedichirus fortepunctatus Fagel, 1971
- Oedichirus foveicollis Quedenfeldt, 1883
- Oedichirus franzi Lecoq, 1987
- Oedichirus furcatus Lecoq, 1986
- Oedichirus garambanus Fagel, 1971
- Oedichirus geniculatus (R.F.Sahlberg, 1847)
- Oedichirus georgesi Delaunay & Coache, 2023
- Oedichirus giachinoi Rougemont, 2018
- Oedichirus glabrihamus Herman, 2013
- Oedichirus gladiatus Lecoq, 1986
- Oedichirus gracilis Fagel, 1971
- Oedichirus grandis Bernhauer, 1920
- Oedichirus graskopensis Fagel, 1971
- Oedichirus griveaudi Lecoq, 1986
- Oedichirus grossepunctatus  Rougemont, 2018
- Oedichirus guomindangi Rougemont, 2018
- Oedichirus hamatus Herman, 2013
- Oedichirus hammondi Lecoq, 1991
- Oedichirus hanglipbosensis  Fagel, 1971
- Oedichirus haribe Janák, 1998
- Oedichirus hermani Rougemont, 2018
- Oedichirus hewitti Bernhauer, 1927
- Oedichirus histrio Lecoq, 1986
- Oedichirus hochimini Rougemont, 2018
- Oedichirus humansdorpensis  Fagel, 1971
- Oedichirus humicola Fagel, 1971
- Oedichirus ianitrix Rougemont, 2018
- Oedichirus ingogoensis Fagel, 1971
- Oedichirus insolitus Fagel, 1971
- Oedichirus insularis Lecoq, 1986
- Oedichirus intermixtus Fagel, 1971
- Oedichirus intricatus Fauvel, 1877
- Oedichirus isthmus Herman, 2013
- Oedichirus itombwensis Fagel, 1971
- Oedichirus ivohibensis Jarrige, 1978
- Oedichirus ivoriensis Rougemont, 2018
- Oedichirus janae Janák, 1995
- Oedichirus jarrigei Lecoq, 1986
- Oedichirus javanicus Rougemont, 2018
- Oedichirus jenisi Janák, 1996
- Oedichirus jocquei Lecoq, 1996
- Oedichirus kaboboensis Fagel, 1971
- Oedichirus kahololoensis Fagel, 1971
- Oedichirus kahuziensis Fagel, 1971
- Oedichirus kalamba Janák, 2003
- Oedichirus kalehensis Fagel, 1971
- Oedichirus kanak Rougemont, 2018
- Oedichirus katanganus Fagel, 1971
- Oedichirus katbergensis Fagel, 1971
- Oedichirus keanus Fagel, 1971
- Oedichirus kidundaensis Fagel, 1971
- Oedichirus kilimanjarensis  Fagel, 1971
- Oedichirus kimbiensis Fagel, 1971
- Oedichirus kirunguensis Fagel, 1971
- Oedichirus kiuchii K.Sawada, 1964
- Oedichirus kiushii Sawada
- Oedichirus kivuensis Fagel, 1971
- Oedichirus kochangensis Rougemont, 2018
- Oedichirus kolbei Fauvel, 1904
- Oedichirus kolwezienus Fagel, 1971
- Oedichirus kuroshio Y.Hayashi, 1989
- Oedichirus kyandolirensis Fagel, 1971
- Oedichirus lamotteanus Fagel, 1971
- Oedichirus lannaensis Rougemont, 2018
- Oedichirus laoticus Rougemont, 2018
- Oedichirus laperousei Rougemont, 2018
- Oedichirus latexciscus Assing, 2014
- Oedichirus laticeps Lecoq, 1986
- Oedichirus latipennis Bernhauer, 1934
- Oedichirus latus Rougemont, 2018
- Oedichirus lawrencei Rougemont, 2018
- Oedichirus lecoqi Janák, 1996
- Oedichirus leleupianus Fagel, 1971
- Oedichirus levasseuri Lecoq, 1986
- Oedichirus lewisius Sharp, 1874
- Oedichirus loebli Rougemont, 2018
- Oedichirus loksai Last, 1980
- Oedichirus longicornis Lecoq, 1986
- Oedichirus longipennis Kraatz, 1859
- Oedichirus longipilis Fagel, 1971
- Oedichirus luberensis Fagel, 1971
- Oedichirus lucabosmontis Rougemont, 2018
- Oedichirus lucidiceps Fagel, 1971
- Oedichirus lucidus Rougemont, 2018
- Oedichirus lugubris Fagel, 1955
- Oedichirus luikoensis Fagel, 1971
- Oedichirus lunatus Herman, 2013
- Oedichirus luvubuensis Fagel, 1971
- Oedichirus lwiroensis Fagel, 1971
- Oedichirus madagascariensi s Bernhauer, 1927
- Oedichirus madecassus Fagel, 1970
- Oedichirus madegassus Fagel, 1971
- Oedichirus mafana Janák, 1998
- Oedichirus magnus Last, 1980
- Oedichirus mahanuvaraensis  Rougemont, 2018
- Oedichirus mahasoa Janák, 1998
- Oedichirus mahnerti Rougemont, 2018
- Oedichirus maierae Rougemont, 2018
- Oedichirus malalaka Janák, 1996
- Oedichirus manarivo Janák, 1996
- Oedichirus manautei Rougemont, 2018
- Oedichirus mandibularis Lecoq, 1986
- Oedichirus mangabensis Lecoq, 1987
- Oedichirus mariepskopensis  Fagel, 1971
- Oedichirus mavo Janák, 1996
- Oedichirus mediosiamensis Rougemont, 2018
- Oedichirus melanurus Eppelsheim, 1885
- Oedichirus meruensis Fagel, 1971
- Oedichirus microcephalus Fagel, 1971
- Oedichirus microphthalmus Fagel, 1971
- Oedichirus mimopilosus Rougemont, 2018
- Oedichirus minimus Bernhauer, 1927
- Oedichirus minor Cameron, 1914
- Oedichirus minutus Fagel, 1971
- Oedichirus misionesiensis Herman, 2013
- Oedichirus miskoi Janák, 1996
- Oedichirus mokotoensis Fagel, 1971
- Oedichirus moloensis Fagel, 1971
- Oedichirus montanus Last, 1980
- Oedichirus monteithi Rougemont, 2018
- Oedichirus monticola Fagel, 1971
- Oedichirus montishoyoensis  Fagel, 1971
- Oedichirus moraveci Janák, 1998
- Oedichirus muluensis Rougemont, 2018
- Oedichirus muscicolus Rougemont, 2018
- Oedichirus muscorum Jarrige, 1970
- Oedichirus mutilus Rougemont, 2018
- Oedichirus mwengensis Fagel, 1971
- Oedichirus natalensis Fagel, 1971
- Oedichirus neotropicus Blackwelder, 1944
- Oedichirus nepalensis Rougemont, 2018
- Oedichirus newtonianus Fagel, 1971
- Oedichirus niger Cameron, 1914
- Oedichirus nigriceps Fagel, 1971
- Oedichirus nigrolineatus Lecoq, 1986
- Oedichirus nigropolitus Rougemont, 2018
- Oedichirus nimbaensis Fagel, 1971
- Oedichirus nitidiventris de Rougemont, 2018
- Oedichirus nitidiventris Fagel, 1971
- Oedichirus nodieri Lecoq, 1986
- Oedichirus nordicus Lecoq, 1987
- Oedichirus nosykombanus Lecoq, 1986
- Oedichirus novacaledonicus  Rougemont, 2018
- Oedichirus novaeguineae Wendeler, 1926
- Oedichirus novahibernicus Rougemont, 2018
- Oedichirus novus Jarrige, 1978
- Oedichirus noyesi Lecoq, 1991
- Oedichirus nyakageraensis Fagel, 1971
- Oedichirus nyalengwensis Fagel, 1971
- Oedichirus obscuripes Fagel, 1971
- Oedichirus obscurus Fagel, 1971
- Oedichirus obsoletus Lecoq, 1986
- Oedichirus occipitopunctat us Lecoq, 1986
- Oedichirus oceanicus Rougemont, 2018
- Oedichirus oedypus Rottenberg, 1870
- Oedichirus ohausi Wendeler, 1930
- Oedichirus oldeaniensis Fagel, 1971
- Oedichirus omoanus Fagel, 1971
- Oedichirus oneili Péringuey, 1908
- Oedichirus opacus Lecoq, 1986
- Oedichirus optatus Sharp, 1876
- Oedichirus orophilus Fagel, 1971
- Oedichirus oundaensis Last, 1980
- Oedichirus paederinus Erichson, 1840
- Oedichirus paederoides W.J. MacLeay, 1871
- Oedichirus palawanensis Rougemont, 2018
- Oedichirus papanganus Lecoq, 1986
- Oedichirus papuanus Cameron, 1937
- Oedichirus pardoi Outerelo & Gamarra, 1989
- Oedichirus parviceps Fagel, 1971
- Oedichirus parvus Lecoq, 1986
- Oedichirus patcholatkoi Rougemont, 2018
- Oedichirus pauli Assing, 2019
- Oedichirus pauliani Lecoq, 1986
- Oedichirus pearceanus Fagel, 1971
- Oedichirus peckorum Rougemont, 2018
- Oedichirus pendleburyi Cameron, 1930
- Oedichirus pengzhongi Li et al., 2015
- Oedichirus penicillatus Jarrige, 1978
- Oedichirus philippinus Rougemont, 2018
- Oedichirus pictipes Oke, 1933
- Oedichirus pietersburgensi s Fagel, 1971
- Oedichirus pilosus Rougemont, 2018
- Oedichirus planiceps Rougemont, 2018
- Oedichirus problematicus Fagel, 1971
- Oedichirus procerus Herman, 2013
- Oedichirus profundepunctat us Fagel, 1971
- Oedichirus pteropophilus Rougemont, 2018
- Oedichirus pteroposaltis Rougemont, 2018
- Oedichirus pubescens Lecoq, 1986
- Oedichirus puguensis Bernhauer, 1915
- Oedichirus puicus Assing, 2019
- Oedichirus pumilus Lecoq, 1986
- Oedichirus puncticollis Fagel, 1971
- Oedichirus pusillus Rougemont, 2018
- Oedichirus pyricollis Lea, 1931
- Oedichirus radama Janák, 2003
- Oedichirus ranavalona Janák, 2003
- Oedichirus ranomafanus Janák, 1995
- Oedichirus reitteri Bernhauer, 1908
- Oedichirus reticulatus Fagel, 1971
- Oedichirus rhodesianus Bernhauer, 1934
- Oedichirus riedeli Rougemont, 2018
- Oedichirus ruandaensis Fagel, 1971
- Oedichirus rubricollis Fauvel, 1878
- Oedichirus ruficeps Kraatz, 1859
- Oedichirus rufitarsis Fauvel, 1904
- Oedichirus rufotestaceus Bernhauer, 1902
- Oedichirus rufulus Rougemont, 2018
- Oedichirus rufus Fauvel, 1897
- Oedichirus rugegensis Fagel, 1971
- Oedichirus russipennis Assing, 2019
- Oedichirus ruteri Lecoq, 1986
- Oedichirus ruwenzoricus Fagel, 1971
- Oedichirus sambavanus Lecoq, 1986
- Oedichirus sanctamariae Lecoq, 1986
- Oedichirus satyrus Lecoq, 1986
- Oedichirus schubarti Irmler, 2015
- Oedichirus schuelkei Assing, 2014
- Oedichirus sedilloti Fauvel, 1889
- Oedichirus segmentarius Bernhauer, 1932
- Oedichirus segmentatus Rougemont, 2018
- Oedichirus semibrunneus Rougemont, 2018
- Oedichirus senegalensis (Laporte de Castelnau, 1835)
- Oedichirus serrulatus Lecoq, 1986
- Oedichirus shibatai Rougemont, 2018
- Oedichirus sihanouki Rougemont, 2018
- Oedichirus silvestris Lecoq, 1986
- Oedichirus similis Fagel, 1971
- Oedichirus simillimus Fagel, 1971
- Oedichirus simoni Eppelsheim, 1889
- Oedichirus simplex Lecoq, 1986
- Oedichirus sindicus Rougemont, 2018
- Oedichirus sinuosus Herman, 2013
- Oedichirus sodalis Rougemont, 2018
- Oedichirus sogai Jarrige, 1978
- Oedichirus sparsepunctatus  Fagel, 1971
- Oedichirus sparsipennis Bernhauer, 1927
- Oedichirus sparsutus Fagel, 1971
- Oedichirus spectabilis Fagel, 1971
- Oedichirus speculifrons Bernhauer, 1939
- Oedichirus spelaeus Faille & Lecoq, 2018
- Oedichirus splendidus Lecoq, 1986
- Oedichirus stilicinus Gerstaecker, 1867
- Oedichirus strandi Bernhauer, 1937
- Oedichirus strictipennis Rougemont, 2018
- Oedichirus strictus Fagel, 1971
- Oedichirus subdensus Fagel, 1971
- Oedichirus summicola Fagel, 1971
- Oedichirus taghavianae Rougemont, 2018
- Oedichirus taitamontis Rougemont, 2018
- Oedichirus tempestivus Rougemont, 2018
- Oedichirus tenuis Fagel, 1971
- Oedichirus terminalis Lea, 1904
- Oedichirus terminatus Erichson, 1843
- Oedichirus testaceus Fagel, 1971
- Oedichirus theryi Rougemont, 2018
- Oedichirus tigrinus Lecoq, 1986
- Oedichirus tomaculiformis Rougemont, 2018
- Oedichirus torajah Rougemont, 2018
- Oedichirus transvaalensis Fagel, 1961
- Oedichirus triangulipennis  Fagel, 1955
- Oedichirus tricolor Lea, 1904
- Oedichirus tronqueti Lecoq, 1986
- Oedichirus tshiaberimuensi s Fagel, 1971
- Oedichirus tshuruyagaensis  Fagel, 1971
- Oedichirus turneri Bernhauer, 1927
- Oedichirus uelensis Fagel, 1971
- Oedichirus uhligi Janák, 1996
- Oedichirus uluguruensis Fagel, 1971
- Oedichirus uncifer Rougemont, 2018
- Oedichirus uncinatus Lecoq, 1986
- Oedichirus unguesdraconis Rougemont, 2018
- Oedichirus unicolor Aubé, 1843
- Oedichirus unicus Fagel, 1971
- Oedichirus uniformis Fagel, 1971
- Oedichirus usambarae Bernhauer, 1937
- Oedichirus uviraensis Fagel, 1971
- Oedichirus vadoni Lecoq, 1986
- Oedichirus vaginalis Rougemont, 2018
- Oedichirus vaovao Janák, 1996
- Oedichirus variabilis Fagel, 1971
- Oedichirus variegatus Fagel, 1961
- Oedichirus variipennis Fagel, 1955
- Oedichirus varius Lecoq, 1986
- Oedichirus ventralis Fauvel, 1904
- Oedichirus vexans Rougemont, 2018
- Oedichirus viduasinae Rougemont, 2018
- Oedichirus villiersi Cameron, 1953
- Oedichirus vohitrosa Janák, 2003
- Oedichirus vulcanus Rougemont, 2018
- Oedichirus wallacei Rougemont, 2017
- Oedichirus witteanus Fagel, 1971
- Oedichirus woodbushensis Fagel, 1971
- Oedichirus yangambiensis Fagel, 1971
- Oedichirus zanzibaricus Fagel, 1971
- Oedichirus zealandicus Rougemont, 2018
- Oedichirus zumpti Bernhauer, 1939